# 分散 (光学)

プリズムによる光の分散

光学において分散（ぶんさん、英語: dispersion）とは、入射した光線が波長ごとに別々に分離される現象、またはその度合いのことをさす。媒体の屈折率が波長によって異なることによって発生する。

## 正常分散と異常分散

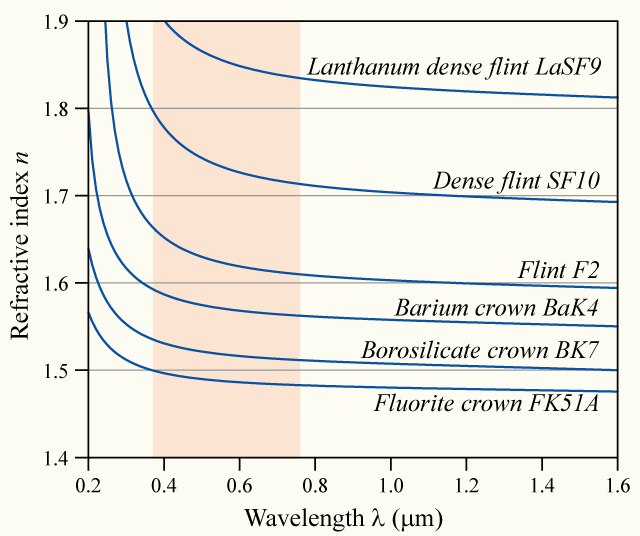
さまざまなガラスにおける屈折率と真空波長との関係（正常分散）。薄い赤で塗られている部分は可視光領域。

波長が短くなるほど屈折率が増大する場合、正常分散（英語: normal dispersion）とよぶ。可視光域で透明な物質は、可視光域で正常分散が起こる。可視光以外でも物質の共鳴波長から離れた領域では正常分散が起こる。また一般に高屈折率物質ほど正常分散がより大きい。
これに対して、共鳴波長付近では逆に屈折率が小さくなり、長波長光のほうが短波長光より大きく屈折する。これを異常分散（英語: anomalous dispersion）という。

### セルマイヤーの分散公式
共鳴波長とその近傍以外における屈折率は、セルマイヤーの分散公式で与えられる。
{\displaystyle n^{2}=n_{\infty }^{2}+{A' \over \lambda ^{2}-{\lambda _{A}}^{2}}+{B' \over \lambda ^{2}-{\lambda _{B}}^{2}}+\dots }
A′,B′,... および λA,λB,... は、物質ごとに異なるパラメータである。λA,λB,... は共鳴波長であり、すなわち、（n∞2以外の）項は共鳴波長の数だけある。
これを{\displaystyle \lambda }に関して級数展開すると以下の式となる。
{\displaystyle n^{2}=A+{B \over \lambda ^{2}}+{C \over \lambda ^{4}}+\cdots -B'\lambda ^{2}-C'\lambda ^{4}-\cdots }
セルマイヤーの分散公式は、共鳴波長においては発散する。しかしその近傍以外では、正常分散と異常分散についてよい一致を示す。吸収も考慮に入れた式はヘルムホルツによって示されている。
密度の高い媒質では、赤外域にあるイオン共鳴波長を考慮したセルマイヤーの分散公式が用いられる。

### コーシーの分散公式
一般に、透明な媒体は絶縁体（誘電体）である（導体だとエネルギーがジュール熱として吸収されてしまう）。このとき、媒質中の分子が電磁波の電場によって分極するという電気双極子モデルで近似できるが、共鳴波長が紫外線域にあるため、気体のような密度の低い媒質（屈折率 {\displaystyle n\approx 1}）では、可視光域では以下の式で近似できることが知られている（オーギュスタン＝ルイ・コーシーにより経験的に求められたのでコーシーの分散公式という）。以下で A, B, Cなどは測定によって決まる定数である。
{\displaystyle n-1=A\left(1+{B \over \lambda ^{2}}\right)}
コーシーの分散公式はセルマイヤーの分散公式の近似形である。
以上の分散公式以外にも、次のような式も提案されている。
{\displaystyle n^{2}={\frac {\mu _{r}\epsilon _{r}}{2}}\left({\sqrt {1+\left({\frac {\sigma }{\epsilon }}{\frac {\lambda }{2\pi c}}\right)^{2}}}+1\right)}
ここでμr は比透磁率、εr は比誘電率、σ は導電率、ε は誘電率。

## 光学ガラス
基準となる2つの波長（たとえばフラウンホーファー線のF'線（青）とC'線（赤））での屈折率の差を平均分散あるいは主分散と言い、他の2つの波長の屈折率の差は部分分散と呼ぶ。部分分散を主分散で割った値は部分分散比という。通常の光学ガラスはアッベ数を横軸に、部分分散比を縦軸にとったグラフで、ある直線上に乗る性質があり、正常部分分散という。これに対して直線上に乗らないものを異常部分分散という（異常分散性あるいは異常分散とも言う）。

## 分散と吸収
線形応答理論において、周波数応答関数の実部の変化を分散、虚部の変化を吸収という。
実部と虚部の間にはクラマース・クローニッヒの関係式が成り立つ。
周波数応答関数のタイプによって、緩和型と共鳴型の２つに分けられる。

### 緩和型分散
周波数応答関数の極が、虚数軸上にのみ存在する場合。デバイ型分散などがこれに該当する。

### 共鳴型分散
周波数応答関数の極が、虚数軸上以外にも存在する場合。ローレンツ型分散などがこれに該当する。